# Iglesia de Santiago Apóstol (Alborache)
La iglesia de Santiago Apóstol es un templo católico situado en la plaza de la Iglesia, 1, en el municipio de Alborache. Es Bien de Relevancia Local con identificador número 46.18.012-001.

## Historia
Fue edificada en los siglos XVIII y XIX.
La parroquia fue erigida en 1794, pues antes dependía de Siete Aguas.

## Descripción

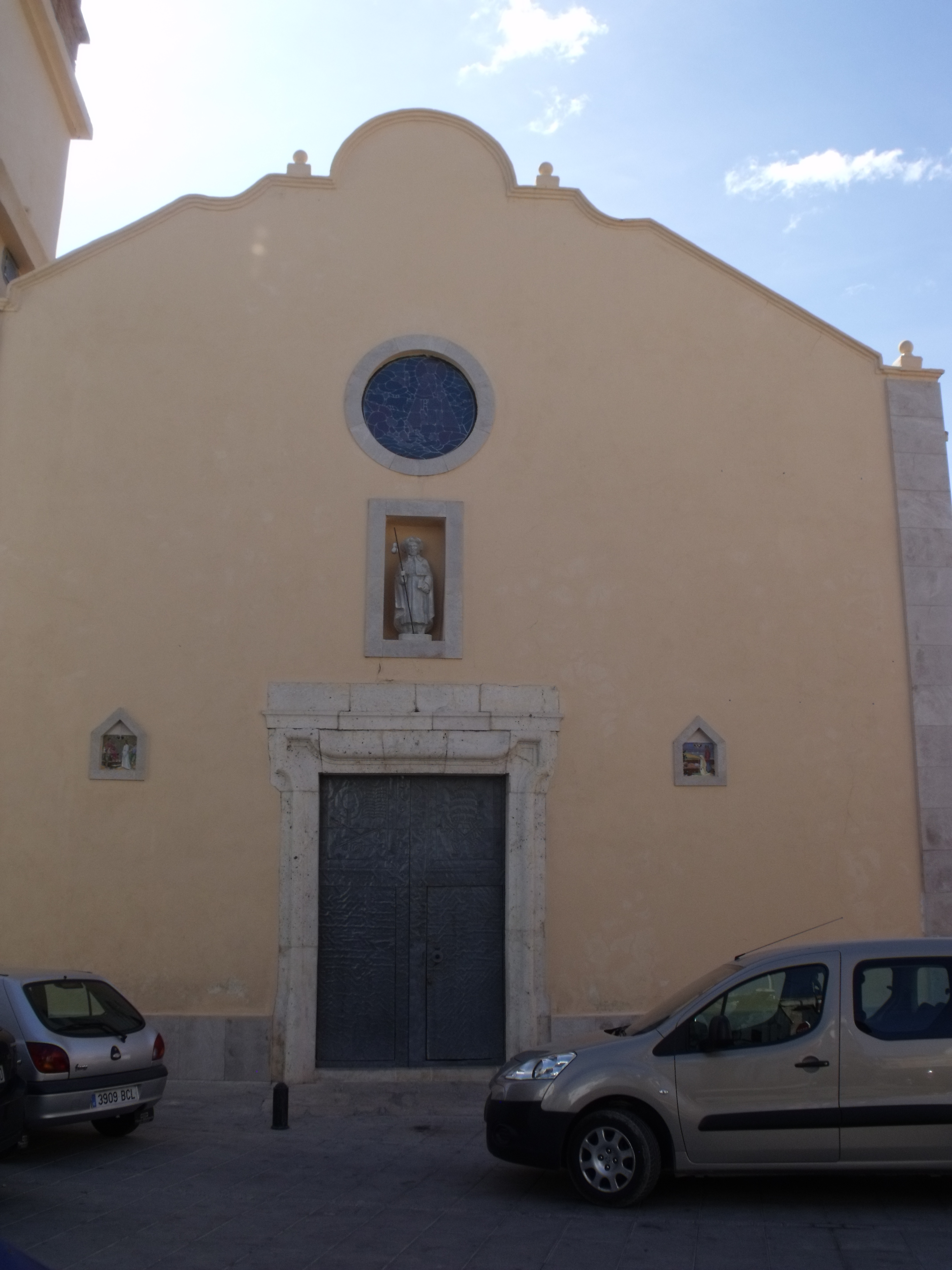
Fachada.
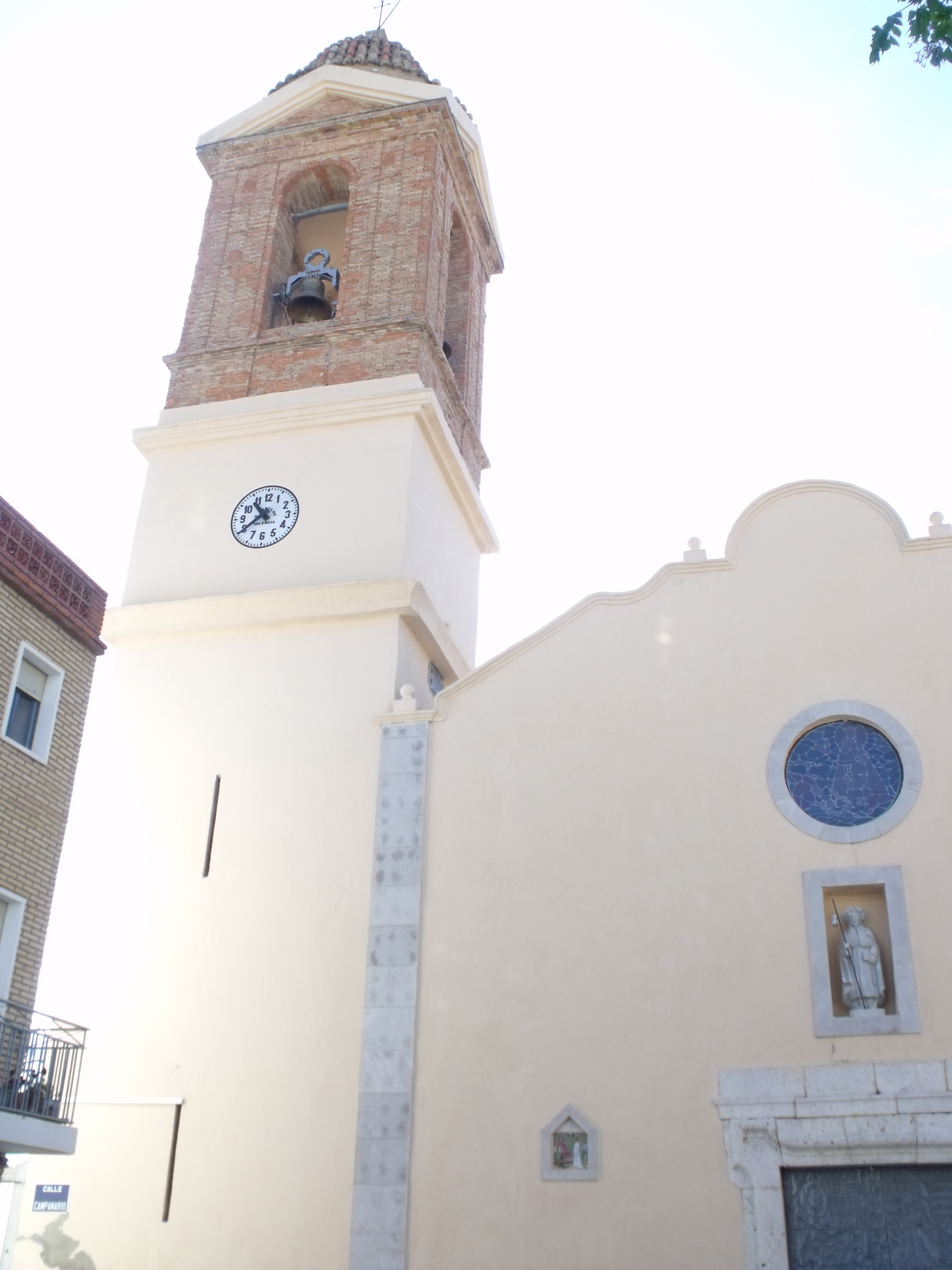
Campanario.